# Kleptomanie
Cette page contient des caractères spéciaux ou non latins. S’ils s’affichent mal (▯, ?, etc.), consultez la page d’aide Unicode.
 Mise en garde médicale
La kleptomanie, ou cleptomanie (du grec κλέπτω / kléptō, « voler », et μανία / manía, « folie »), est un trouble psychique théorisé à partir du XIXe siècle qui se caractérise par une obsession à voler des objets, cette monomanie pouvant se porter sur des objets dont la valeur importe peu. 
Un individu concerné par ce trouble ne peut se retenir de dérober des objets, la plupart du temps sans aucune valeur (des pièces, des couverts, des pin's, des pancartes, des goupilles d'extincteurs, des sonnettes de vélo, des petits sachets de mayonnaise, etc.). Souvent, il ne se rend compte d'avoir effectué ce vol qu'un peu après. L'individu atteint de cette maladie n'a pas nécessairement besoin de ce qu'il vole ; sa manie est dans l'acte de voler et non dans l'appropriation de biens. Voler lui provoque une excitation.

## Dans les arts et la culture populaire

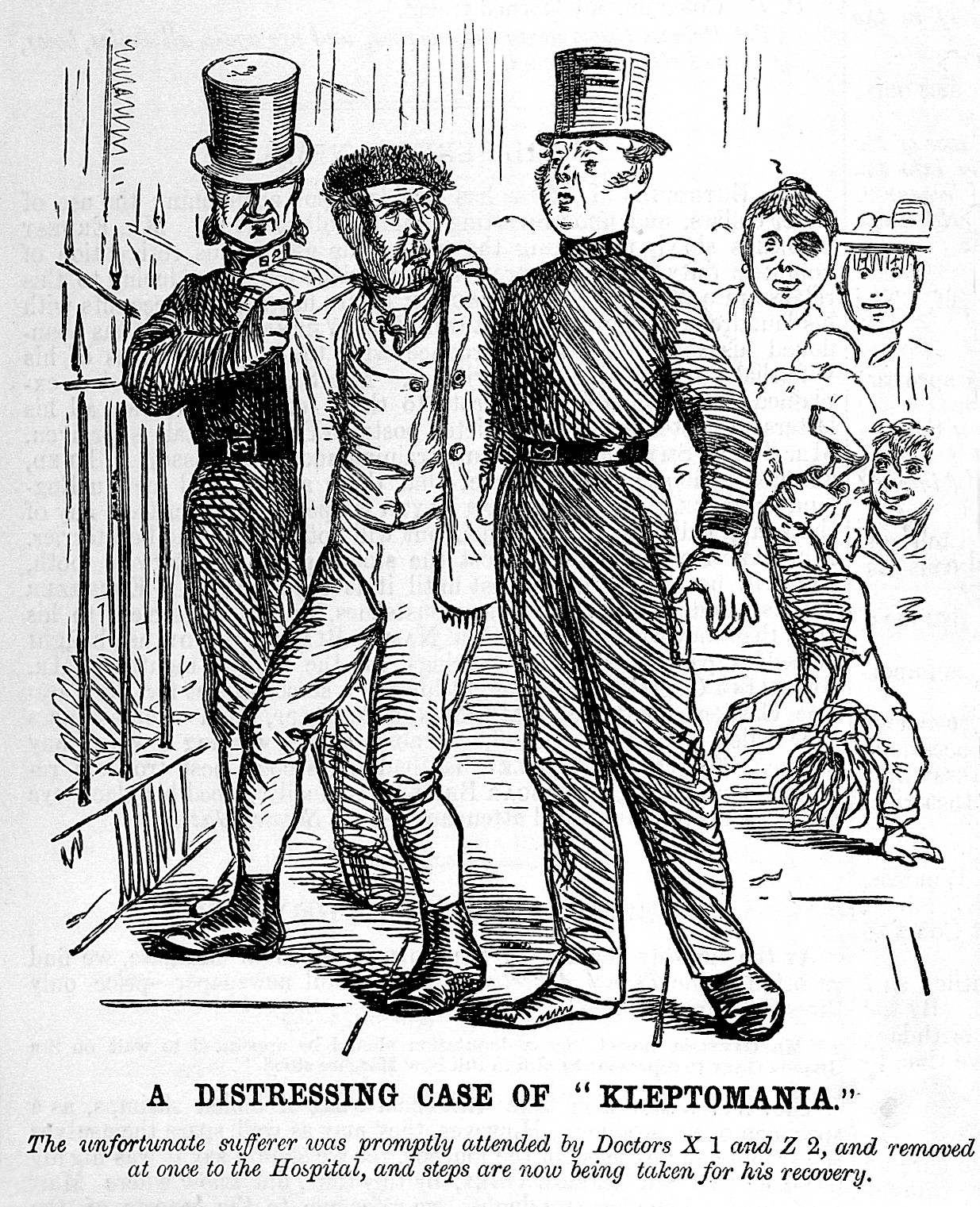
Un kleptomane.

### Iconographie

#### Peinture

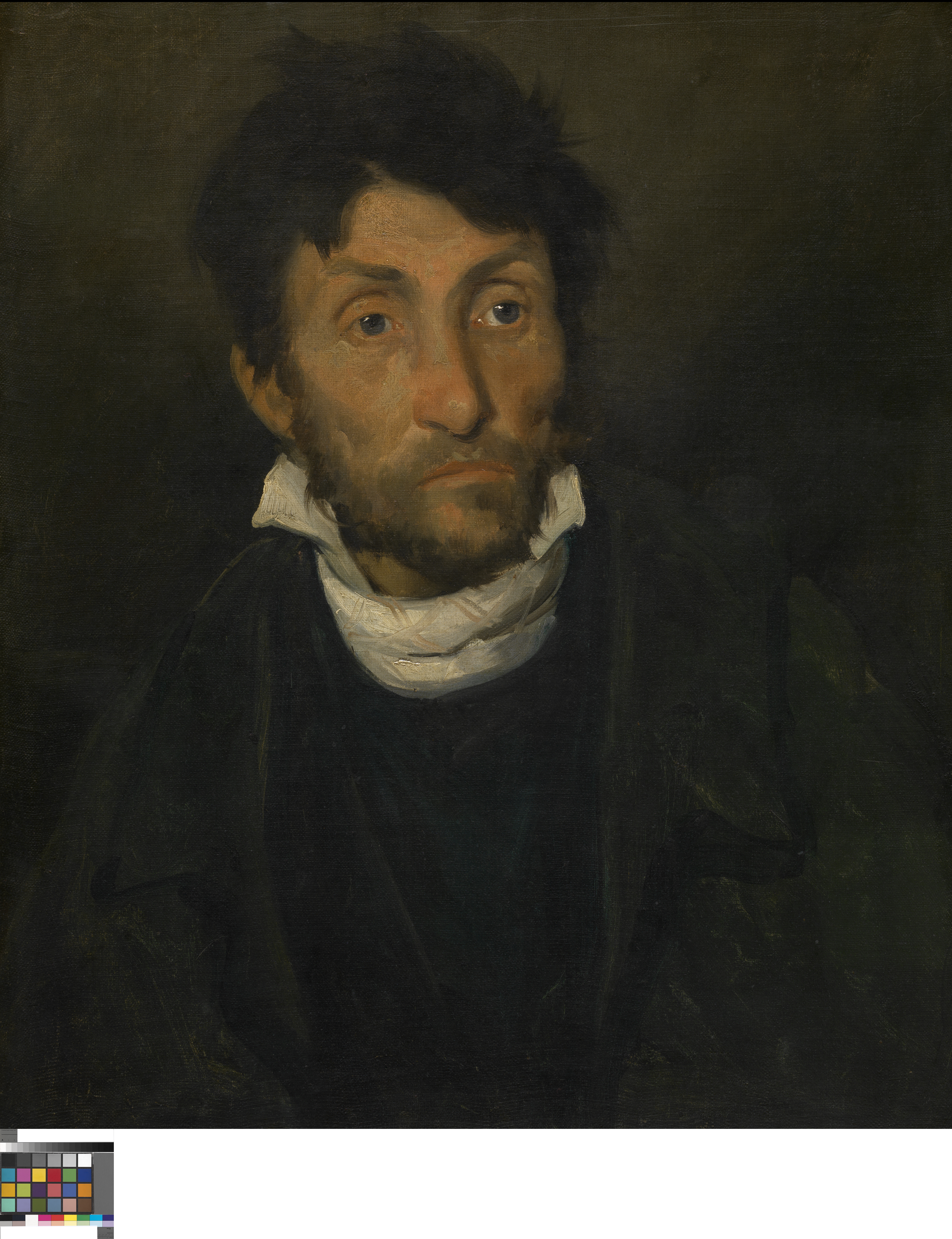
Portrait d'un kleptomane, Théodore Géricault, 1820, Musée des Beaux-Arts de Gand.

Théodore Géricault a peint vers 1820-1824 Le Kleptomane, tableau faisant partie de ses monomanes.

### Littérature

#### Roman
- Dans la série Artemis Fowl, un nain, Mulch Diggums, est kleptomane.
- Dans Au Bonheur des Dames d'Émile Zola, le personnage de Madame de Boves est reconnue comme étant kleptomane à la fin du roman. Zola décrit dans son œuvre les névroses nées du système des grands magasins, proposant une foule d'articles mis en scène pour provoquer le désir de posséder. Madame Marty y succombe en achetant compulsivement, Madame de Boves y succombe en volant[1].

#### Bande dessinée
- Le Secret de La Licorne, album des Aventures de Tintin, Aristide Filoselle, le pickpocket, est kleptomane.
- L'Appeau d'Ephèse, album d'Achille Talon, le protagoniste principal est Toussaint Glainglin, un kleptomane surdoué que des bandits instrumentalisent pour dérober un artefact précieux à New York.
- Dans une série manga, Seven Deadly Sins, Ban, le renard de l'avarice, surnommé Ban l'immortel et un des sept péchés capitaux, est kleptomane.
- Dans la série Lucky Luke, le 88e tome a pour thème un personnage nommé Fingers, prestidigitateur de talent, galant, manipulateur et kleptomane.

### Filmographie

#### Cinéma
- 1964 : Pas de printemps pour Marnie, film d'Alfred Hitchcock, dont l'héroïne est kleptomane.
- 1966 : Les Plaisirs de Pénélope d'Arthur Hiller, dont l'héroïne est kleptomane.

#### Télévision
- Une femme d'honneur saison 6 épisode 1, Brigitte, la petite amie du gendarme Platon est kleptomane. Elle vole inconsciemment des couverts chez les Rivière.
- Desperate Housewives saison 5 épisode 16, série de Marc Cherry (2004), dont Orson Hodge est kleptomane.
- Le Petit Monde de Laura Cadieux saison 2 (2005), madame Gladu est kleptomane.
- Breaking Bad, Marie Schrader, la belle-sœur de Walter White, est également kleptomane.
- Les Feux de l'amour, Sharon Newman est kleptomane.
- Plus belle la vie, Agnès, infirmière, est kleptomane.
- Trinkets, les héroïnes sont cleptomanes et se rencontrent dans un groupe de paroles pour personnes concernées.

### Jeux vidéo
- Dans  Thief sorti en 2014, le personnage principal, Garrett, est kleptomane.
- Dans la série Mario, le personnage Carottin (Nabbit en VO) est kleptomane.